# Ropalodontus populi
Ropalodontus populi là một loài bọ cánh cứng trong họ Ciidae. Loài này được Brisout de Barneville miêu tả khoa học năm 1877.